# Petőmihályfa
Petőmihályfa là một thị trấn thuộc hạt Vas, Hungary. Thị trấn này có diện tích 9,95 km², dân số năm 2010 là 233 người, mật độ 23 người/km².